# Jan Feliks Piwarski
Jan Feliks Piwarski (ur. przed 20 listopada 1794 w Puławach, zm. 17 grudnia 1859 w Warszawie) – polski malarz i grafik, kustosz Gabinetu Rycin przy Uniwersytecie Warszawskim (1818–1832), profesor Szkoły Sztuk Pięknych w Warszawie (1844–1848). Jeden z pierwszych polskich litografów. Ojciec Adolfa Piwarskiego, miniaturzysty i rysownika, prapradziadek Andrzeja Jana Piwarskiego, malarza i grafika (1938–2025).

## Życiorys

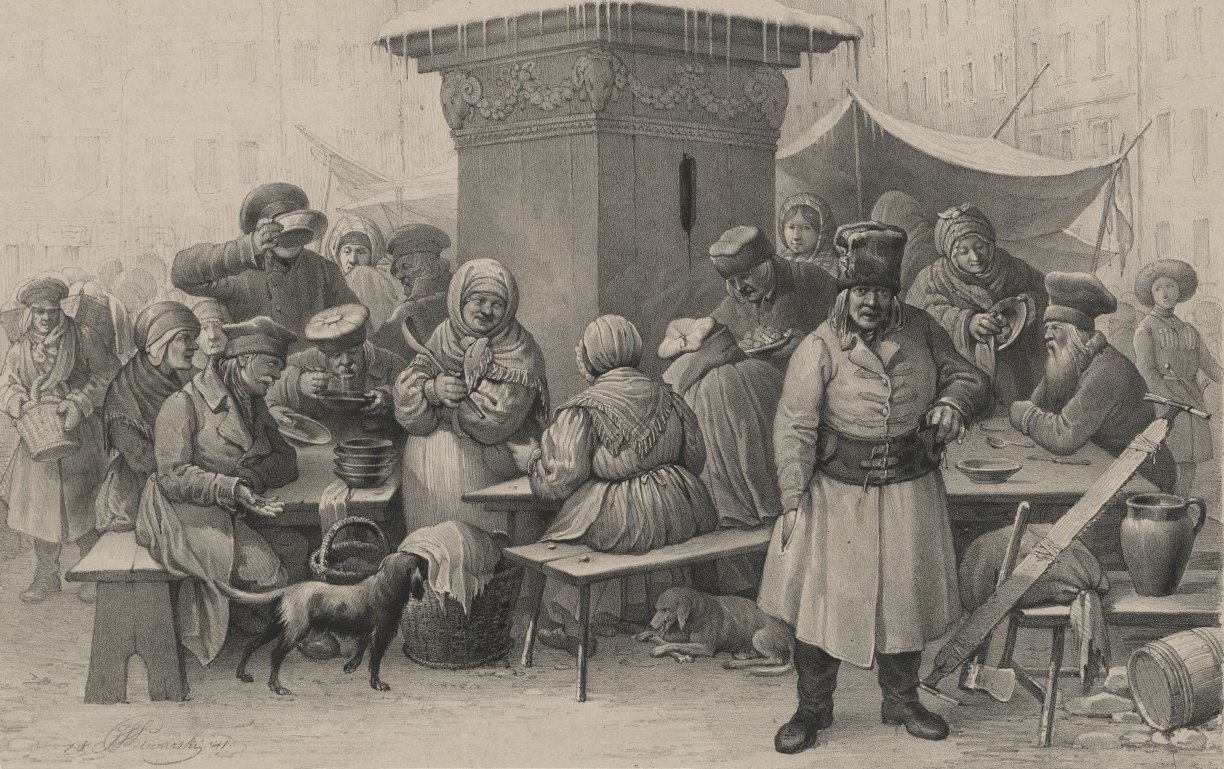
Garkuchnia pod studnią, Album cynkograficzne warszawskie, 1841

Wywodził się z rodziny rzemieślniczej. Malarstwa uczył się w pracowni Józefa Richtera. W 1816 osiadł na stałe w Warszawie, gdzie rozpoczął karierę urzędniczą jako kancelista w Komisji Sprawiedliwości, w 1818 został mianowany kustoszem gabinetu rycin przy bibliotece Uniwersytetu Warszawskiego oraz sekretarzem uniwersyteckiej Biblioteki Publicznej. W 1819 odbył podróż do Wiednia jako stypendysta Komisji Wyznań Religijnych i Oświecenia Publicznego. Tam poznawał techniki graficzne pracując w Cesarskim Gabinecie Rycin u Adama von Bartscha. Po powrocie w 1820 jako kustosz Gabinetu Rycin zajmował się porządkowaniem, powiększaniem i opracowywaniem zbiorów. W latach 1821–1822 współpracował z „Gazetą Literacką”, pisząc o sztuce i historii. Na zlecenie W okresie 1820–1830 z polecenia Towarzystwa Przyjaciół Nauk został sekretarzem i kierownikiem artystycznym wydawnictwa Monumenta Regnum Poloniae Cracoviensis. Wspólnie z Sewerynem Oleszczyńskim rozpowszechnił nową technologię litograficzną – cynkografię. W 1825 wyjechał do Berlina i Drezna w celach naukowych: poznawał tamtejsze zbiory sztuki i pogłębiał doświadczenia muzealnicze. Po upadku powstania listopadowego, w latach 1832–1834 pracował przy likwidacji Gabinetu Rycin oraz Biblioteki Publicznej: skonfiskowane zbiory zostały wywiezione do Petersburga.
Piwarski zajął się twórczością, pisaniem o sztuce i pracą pedagogiczną. Napisał podręcznik Wzory i nauka rysunków, który został opublikowany w 1840–1841 i wielokrotnie wznawiany w ciągu kilkudziesięciu lat. Od 1842 był członkiem korespondentem Towarzystwa Naukowego w Krakowie. Brał czynny udział w powstaniu warszawskiej Szkoły Sztuk Pięknych: w 1844 objął w niej katedrę rysunku i malarstwa krajobrazowego, którą kierował aż do przejścia na emeryturę w 1848. Jego zasługą jest wprowadzenie studiów plenerowych, które były nowością na polskim gruncie. Kilka miesięcy przed śmiercią został kierownikiem artystycznym „Tygodnika Ilustrowanego”, z jego inicjatywy powstała przy czasopiśmie pracownia drzeworytnicza. Pochowany na cmentarzu Powązkowskim (kwatera 19-2-26).

## Twórczość

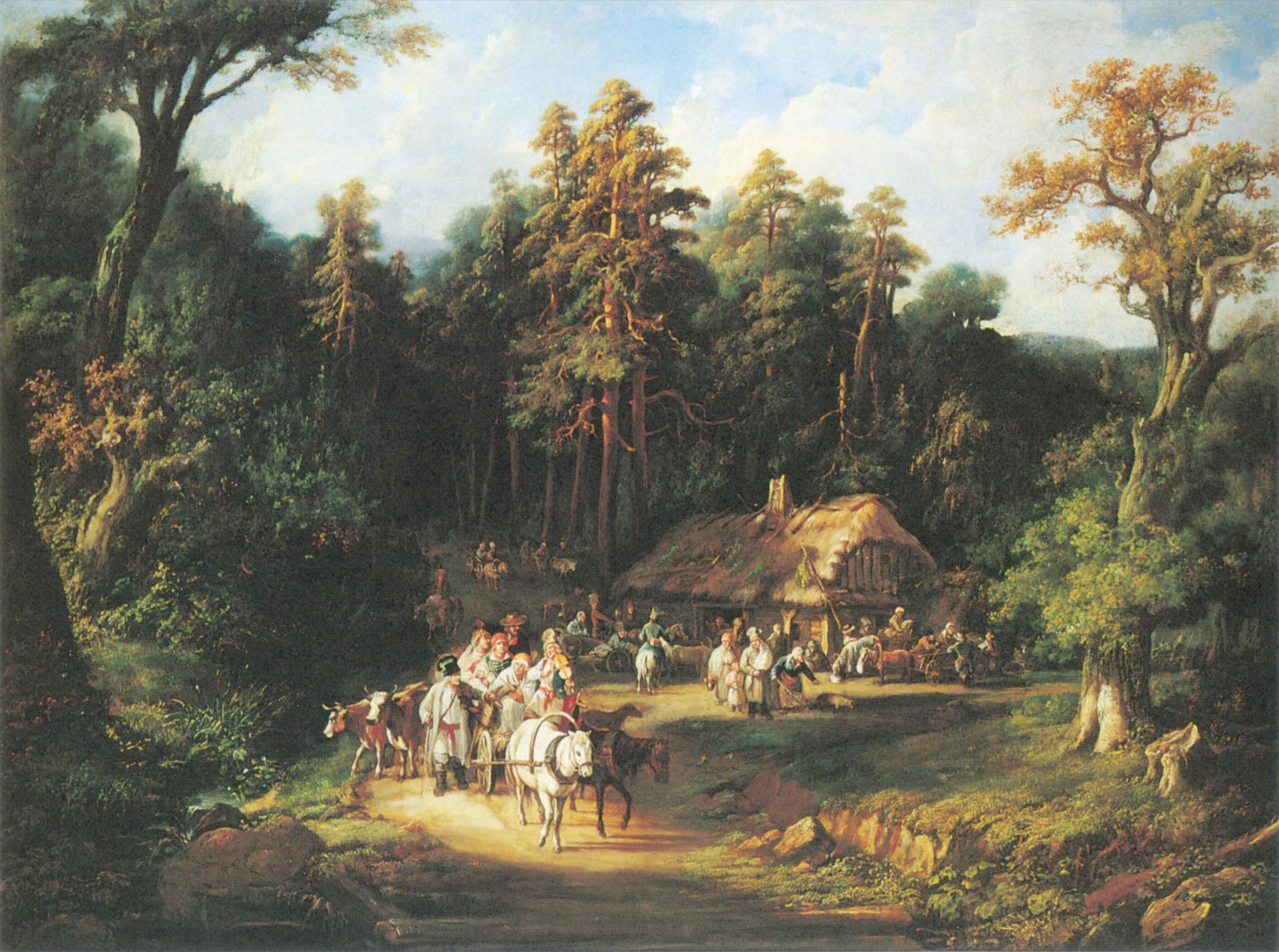
Karczma "Ostatni grosz", 1845

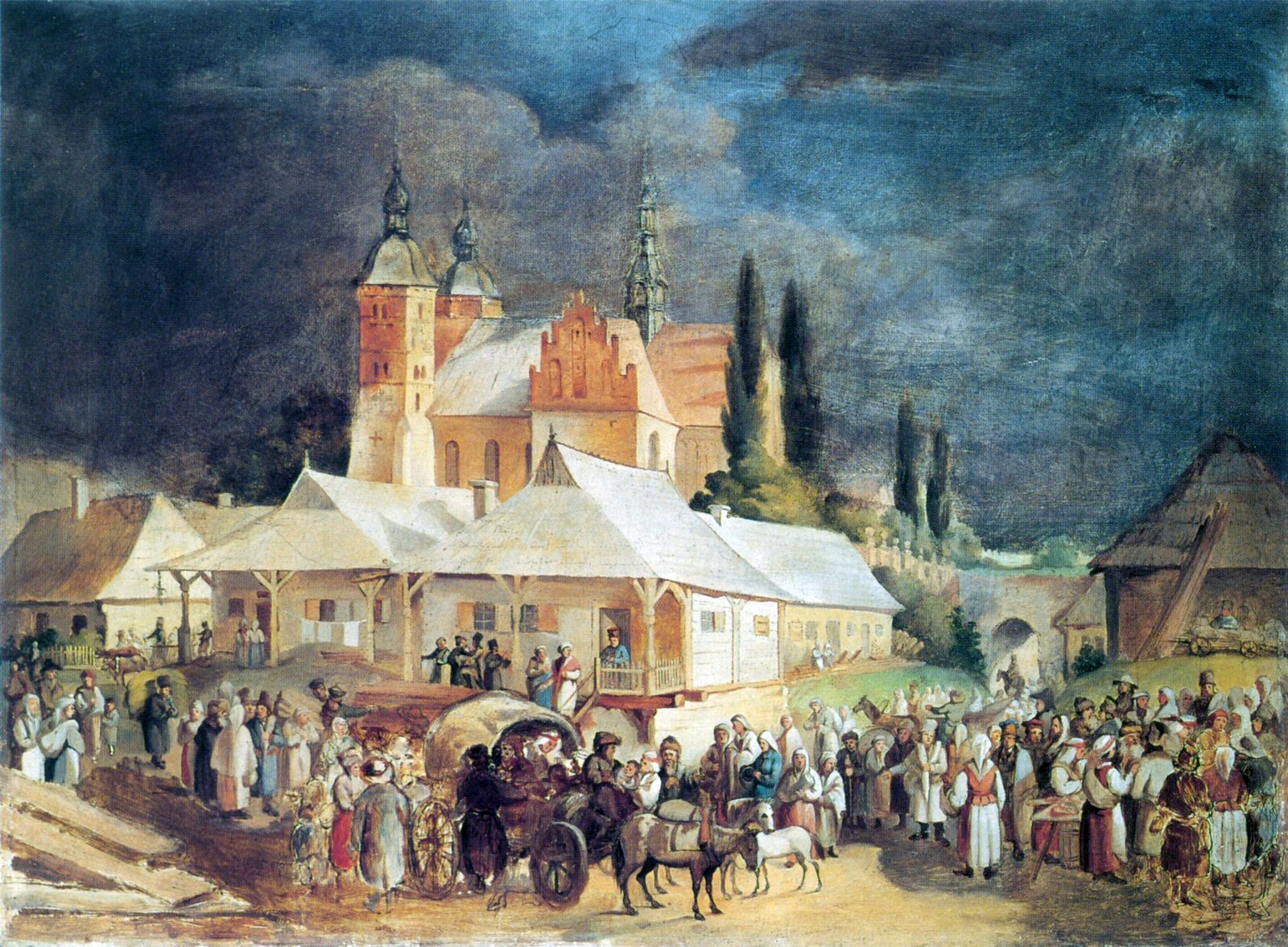
Targ w Opatowie, 1845

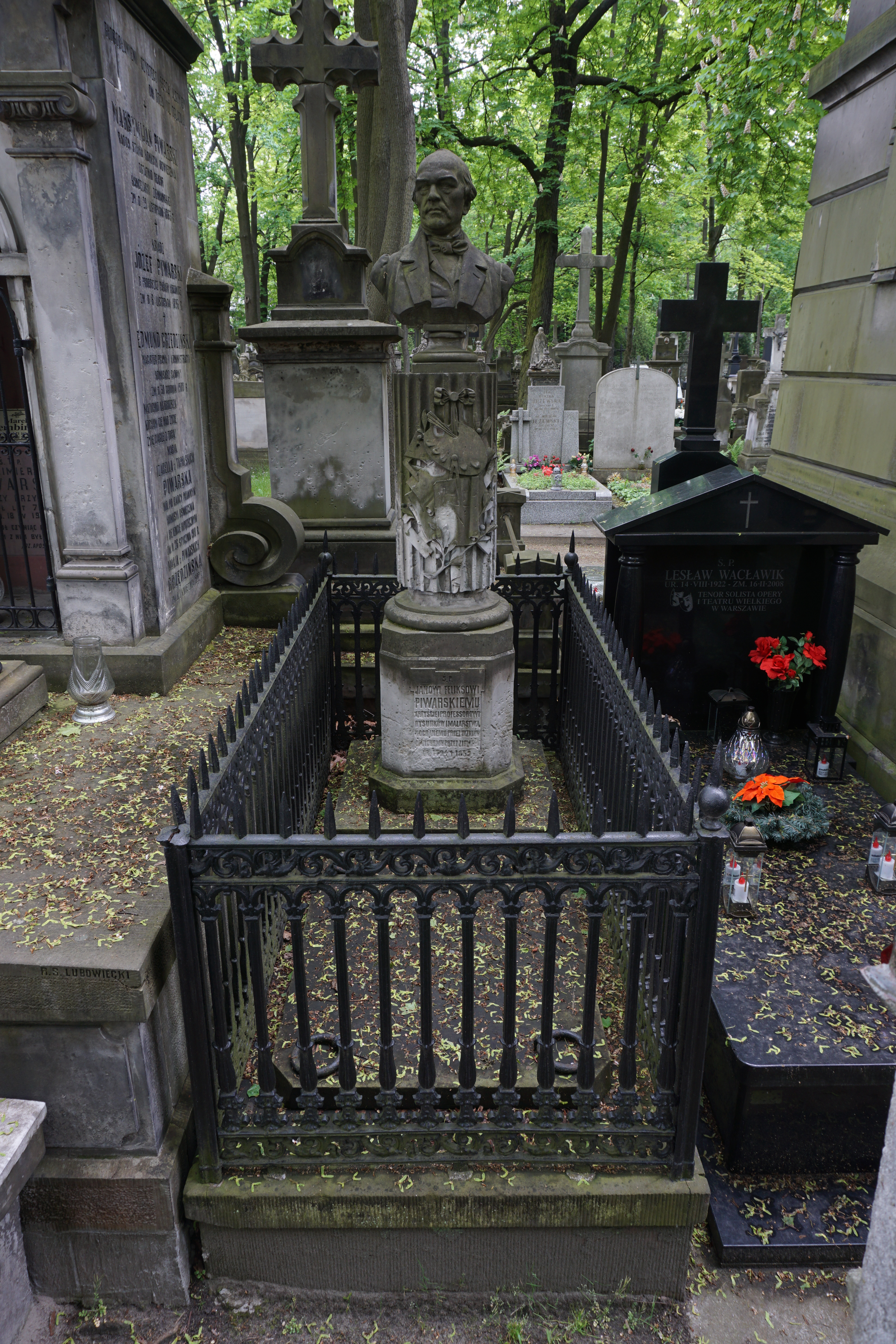
Grób Jana Feliksa Piwarskiego na cmentarzu Powązkowskim

Wypowiadał się głównie przez rysunek w różnorodnych technikach i litografię, oprócz tego malował olejne obrazy pejzażowo-rodzajowe. Na rysunkach przedstawiał charakterystyczne typy ludowe, widoki miast oraz aktualne wydarzenia m.in. z powstania listopadowego (atak na Belweder). W malarstwie ukazywał życie polskiej wsi w sposób sentymentalny, przejawiając etnograficzne zacięcie w odtwarzaniu lokalnych strojów i zwyczajów.
Był propagatorem piękna polskiej ziemi i zabytków - w pracach stosował wyłącznie polskie motywy. Wywarł znaczny wpływ na młode pokolenie malarzy warszawskich. Do jego uczniów należeli m.in.: Wojciech Gerson, Ignacy Gierdziejewski, Franciszek Kostrzewski, Henryk Pillati, Józef Simmler i Józef Szermentowski.
Zdaniem Ewy Micke-Broniarek, jego prace nie reprezentują wysokiego poziomu artystycznego, jednak spełniły ważną rolę jako prekursorskie dla nurtu ludowego i rodzajowego, charakterystycznego dla polskiego realizmu. Jego prace znajdują się w wielu polskich muzeach, zaś największą kolekcje obrazów olejnych posiada Muzeum Narodowe w Warszawie.
Był encyklopedystą, jednym z autorów haseł oraz ilustracji do Encyklopedii Orgelbranda. Jego nazwisko wymienione jest w I tomie z 1859 roku na liście twórców zawartości tej encyklopedii.